# Hexalobus salicifolius
Hexalobus salicifolius Engl. – gatunek rośliny z rodziny flaszowcowatych (Annonaceae Juss.). Występuje naturalnie w Wybrzeżu Kości Słoniowej, Kamerunie, Gabonie oraz Kongo. 

## Morfologia
PokrójZimozielone drzewo dorastające do 25–35 m wysokości.
LiścieMają kształt od eliptycznego do lancetowatego. Mierzą 5–8,5 cm długości oraz 2–3,5 cm szerokości. Są skórzaste, lekko owłosione od spodu. Nasada liścia jest klinowa. Blaszka liściowa jest o spiczastym wierzchołku. Ogonek liściowy jest nagi i dorasta do 2–3 mm długości.
KwiatySą pojedyncze lub zebrane w pary, rozwijają się w kątach pędów. Wydzielają zapach. Mają 3 podłużnie owalne działki kielicha o zielonozłotej barwie i dorastające do 9–10 mm długości. Płatków jest 6, ułożonych w dwóch okółkach, są zrośnięte u podstawy, omszone, mają podłużny kształt i żółtą barwę, osiągają do 2–4 mm długości. Kwiaty mają liczne pręciki.
OwocePojedyncze są siedzące i mają podłużnie odwrotnie jajowaty kształt, zebrane po 3–4 w owoc zbiorowy. Są owłosione. Osiągają 4–4,5 cm długości i 2–2,5 cm szerokości.

## Biologia i ekologia
W Wybrzeżu Kości Słoniowej rośnie na obszarach bagiennych w pozostałych skrawkach lasów. 

## Ochrona
W Czerwonej księdze gatunków zagrożonych został zaliczony do kategorii EN – gatunków zagrożonych wyginięciem. Znane są dwie izolowane subpopulacje. Na Wybrzeżu Kości Słoniowej gatunek ten jest ograniczony pomiędzy rzekami Cavalla i Sassandra. Potrzeba więcej informacji na temat drugiej subpopulacji w Afryce Środkowej. Głównym zagrożeniem dla tej rośliny jest napływ ludności, który już spowodował gwałtowny spadek siedlisk i ich degradację. Gatunek występuje na terenie chronionym jakim jest Park Narodowy Taï w Wybrzeżu Kości Słoniowej.